# Lista de prêmios e indicações recebidos por Rouge
Rouge formou-se em 2002 por meio do reality show Popstars, sendo composto por Aline Wirley, Fantine Thó, Karin Hils, Luciana Andrade e Li Martins. Após serem selecionadas dentre 30 mil candidatas, elas assinaram um contrato com a gravadora Sony Music para lançar um álbum de estúdio. Este álbum, intitulado Rouge (2002), ganhou dois discos de platina pela Associação Brasileira dos Produtores de Discos (ABPD). O sucesso do álbum foi impulsionado pelos hits "Não Dá pra Resistir", "Beijo Molhado" e, principalmente, "Ragatanga", que permaneceu 11 semanas em primeiro lugar nas rádios brasileiras e ajudou a estabelecer o grupo como um fenômeno nacional, sendo denominado de "as Spice Girls brasileiras". Com o sucesso do álbum de estreia do grupo, foi lançado, no mesmo ano, um álbum de remixes intitulado Rouge Remixes, que se tornou uma opção para alcançar o público de música eletrônica.
O segundo álbum de estúdio do grupo, C'est La Vie (2003), ganhou disco de platina e produziu os hits "Brilha la Luna" e "Um Anjo Veio me Falar". Em 2004, após a saída de Luciana Andrade do grupo ser anunciada em meio a vários rumores, as quatro integrantes remanescentes prosseguiram e lançaram os álbuns Blá Blá Blá (2004) e Mil e uma Noites (2005) antes de finalmente se separarem em 2006. Ao longo de uma carreira de quatro anos, o grupo vendeu cerca de 6 milhões de discos, tornando-se o grupo feminino mais bem sucedido do Brasil recebendo ao todo dois discos de ouro, dois discos de platina, um disco de platina duplo e um disco de diamante pela ABPD. Sob a orientação de seu mentor e empresário, o produtor musical Rick Bonadio, elas embarcaram em turnês esgotadas pelo Brasil e diversos países da América Latina, Europa e África. Também foram estrelas de comerciais e programas de televisão, bem como os rostos de diversos produtos licenciados como álbuns de figurinhas, sandálias e bonecas.
As integrantes retomaram as atividades com o grupo em outubro de 2017, com shows esgotados por todo país. O retorno marcou o relançamento dos álbuns anteriores nas plataformas digitais, com os quatro álbuns alcançando o Top 10 do iTunes brasileiro e sete músicas no Top 100 de singles, além de sete músicas entrarem no Top 200 do Spotify Brasil.. Em 2018, elas deram início ao lançamento de músicas inéditas, começando pelos singles, Bailando, Dona da Minha Vida e posteriormente a canção Solo Tu. Além disso, elas lançaram o EP 5, o quinto álbum de estúdio, Les 5inq e o EP visual Rouge Sessions - De Portas Abertas. Em 2019, um novo hiato foi anunciado por tempo indeterminado.

## MTV Video Music Brasil
| Ano  | Categoria            | Indicação        | Resultado |
| ---- | -------------------- | ---------------- | --------- |
| 2003 | Escolha da audiência | "Brilha La Luna" | Indicado  |
| 2004 | Escolha da audiência | "Blá Blá Blá"    | Indicado  |

## Prêmio Multishow de Música Brasileira
| Ano  | Categoria       | Indicação                  | Resultado |
| ---- | --------------- | -------------------------- | --------- |
| 2003 | Grupo revelação | Rouge                      | Venceu    |
| 2003 | Melhor DVD      | O Sonho de Ser Uma Popstar | Indicado  |
| 2018 | Melhor Grupo    | Rouge                      | Venceu    |

## Grammy Latino
| Ano  | Categoria                   | Indicação    | Resultado |
| ---- | --------------------------- | ------------ | --------- |
| 2004 | Melhor álbum pop brasileiro | C'est La Vie | Indicado  |

## Meus Prêmios Nick
| Ano  | Categoria         | Indicação        | Resultado |
| ---- | ----------------- | ---------------- | --------- |
| 2003 | Melhor música     | "Brilha La Luna" | Venceu    |
| 2003 | Melhor videoclipe | "Brilha La Luna" | Venceu    |
| 2005 | Melhor grupo      | Rouge            | Venceu    |

## PrêmioAcademia Brasileira de Letras
| Ano  | Categoria    | Indicação | Resultado |
| ---- | ------------ | --------- | --------- |
| 2004 | Melhor banda | Rouge     | Venceu    |

## Troféu Universo Musical
| Ano  | Categoria         | Indicação               | Resultado |
| ---- | ----------------- | ----------------------- | --------- |
| 2002 | Artista revelação | Rouge                   | Venceu    |
| 2002 | Melhor canção     | "Ragatanga"             | Venceu    |
| 2003 | Melhor álbum      | C'est La Vie            | Venceu    |
| 2003 | Melhor canção     | "Brilha La Luna"        | Venceu    |
| 2004 | Melhor canção     | "Um Anjo Veio Me Falar" | Venceu    |
| 2005 | Melhor DVD        | A Festa dos Seus Sonhos | Venceu    |

## Capricho Awards
| Ano  | Categoria     | Indicação               | Resultado |
| ---- | ------------- | ----------------------- | --------- |
| 2002 | Revelação     | Rouge                   | Venceu    |
| 2002 | Melhor banda  | Rouge                   | Venceu    |
| 2002 | Melhor canção | "Ragatanga"             | Venceu    |
| 2003 | Melhor banda  | Rouge                   | Venceu    |
| 2003 | Melhor canção | "Brilha La Luna"        | Venceu    |
| 2003 | Melhor álbum  | C'est La Vie            | Indicado  |
| 2004 | Melhor banda  | Rouge                   | Indicado  |
| 2004 | Melhor canção | "Um Anjo Veio Me Falar" | Venceu    |
| 2004 | Melhor DVD    | A Festa dos Seus Sonhos | Venceu    |

## Troféu Imprensa
| Ano  | Categoria        | Indicação | Resultado |
| ---- | ---------------- | --------- | --------- |
| 2003 | Revelação do ano | Rouge     | Venceu    |

## Prêmio Revista Zero
| Ano  | Categoria         | Indicação        | Resultado |
| ---- | ----------------- | ---------------- | --------- |
| 2003 | Artista revelação | Rouge            | Indicado  |
| 2003 | Melhor canção     | "Ragatanga"      | Venceu    |
| 2004 | Melhor canção     | "Brilha La Luna" | Venceu    |

## Prêmio Qualidade Brasil
| Ano  | Categoria        | Indicação | Resultado |
| ---- | ---------------- | --------- | --------- |
| 2002 | Revelação do ano | Rouge     | Venceu    |

## Prêmio Austregésilo de Athayde
| Ano  | Categoria        | Indicação | Resultado |
| ---- | ---------------- | --------- | --------- |
| 2002 | Revelação do ano | Rouge     | Venceu    |

## Prêmio Conta Mais
| Ano  | Categoria       | Indicação | Resultado |
| ---- | --------------- | --------- | --------- |
| 2002 | Grupo Revelação | Rouge     | Venceu    |

## Prêmio Jovem Brasil
| Ano  | Categoria       | Indicação   | Resultado |
| ---- | --------------- | ----------- | --------- |
| 2002 | Grupo revelação | Rouge       | Venceu    |
| 2002 | Melhor música   | "Ragatanga" | Venceu    |

## Prêmio Miscelânea Design (ABRE)
| Ano  | Categoria    | Indicação    | Resultado |
| ---- | ------------ | ------------ | --------- |
| 2004 | Melhor álbum | C'est La Vie | Venceu    |

## Prêmio Contigo!
| Prêmio                 | Ano  | Categoria    | Indicação | Resultado | Ref    |
| ---------------------- | ---- | ------------ | --------- | --------- | ------ |
| Prêmio Contigo! Online | 2017 | Melhor Grupo | Rouge     | Venceu    | [ 13 ] |

## Prêmio Jovem Brasileiro
| Prêmio                  | Ano  | Categoria    | Indicação | Resultado | Ref    |
| ----------------------- | ---- | ------------ | --------- | --------- | ------ |
| Prêmio Jovem Brasileiro | 2018 | Melhor banda | Rouge     | Venceu    | [ 14 ] |